# 2 tháng 8
Ngày 2 tháng 8 là ngày thứ 214 (215 trong năm nhuận) trong lịch Gregory. Còn 151 ngày trong năm.

## Sự kiện
- 216 TCN – Quân Carthage giành thắng lợi trước quân Cộng hòa La Mã trong Trận Cannae tại địa bàn nay thuộc Ý.
- 338 TCN – Quân Macedonia giành thắng lợi quyết định trước quân Athena-Thebes và các đồng minh trong trận Chaeronea
- 461 – Do nỗ lực cải cách khiến Viện nguyên lão không hài lòng, Hoàng đế La Mã Majorianus bị phế truất, ông bị hành quyết 5 ngày sau đó.
- 1884 – Nguyễn Phúc Ưng Lịch làm lễ đăng quang hoàng đế thứ 8 của triều Nguyễn tại Điện Thái Hòa, đặt niên hiệu là Hàm Nghi.
- 1922 – Một cơn bão đổ bộ vào bờ biển Sán Đầu, Quảng Đông, Trung Quốc, khiến 50.000-100.000 người thiệt mạng do ngập lụt.
- 1964 – Sự kiện vịnh Bắc Bộ: Hoa Kỳ cáo buộc Việt Nam Dân chủ Cộng hòa bắn vào tàu khu trục USS Maddox và USS Turner Joy
- 1966 – Công kích cơ Su-17 của Liên Xô có chuyến bay thử nghiệm đầu tiên.
- 1990 – Iraq bắt đầu đưa quân xâm chiếm Kuwait, dẫn đến Chiến tranh vùng Vịnh.

## Sinh
- 1726 – Lê Quý Đôn, Bảng nhãn, nhà bác học thời Hậu Lê, Việt Nam (m. 1784).
- 1832 – Nguyễn Phúc Nhàn An, phong hiệu Phương Hương Công chúa, công chúa con vua Minh Mạng (m. 6/4/1854)
- 1923 – Shimon Peres, cựu Tổng thống Israel, Nobel hòa bình năm 1994 (m. 2016).
- 1998 – Thái Từ Khôn, nam ca sĩ, diễn viên Trung Quốc
- 1999 – Mark Lee, nam ca sĩ nhóm NCT

## Mất
- 1589 – Henri III của Pháp, bị tu sĩ Jacques Clément đâm chết.
- 1827 – Trương Tấn Bửu, danh tướng, khai quốc công thần nhà Nguyễn, Việt Nam (s. 1752).
- 1923 – Warren G. Harding (s. 1865)

## Ngày lễ và kỷ niệm
- Ngày Cộng hòa tại Macedonia.